# بيتر هايك
بيتر هايك (بالتشيكية: Petr Hájek)‏ (و. 1957 – م) هو عالم فلك، وسياسي من التشيك. ولد في برنو.

## مناصب
تولى منصب عضو مجلس النواب جمهورية التشيك.

## التعليم
تعلم في جامعة ماساريك.